# ボストン氷

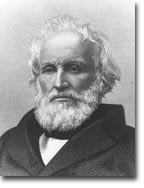
ウェナムレイク・アイスカンパニーの創業者、フレデリック・テューダー

ボストン氷（ボストンこおり）とはアメリカのボストンから輸出されていた天然氷のブランドである。銘柄として「ウェナム湖の氷」がある。
世界で初めて天然氷の採氷、蔵氷、販売事業を起こしたのは、米国人フレデリック・テューダーで、1805年のことである。この天然氷がアメリカボストン港から世界中に輸出され、日本では横浜港に陸揚げされた。
輸入品であり高価で、しかも融解率が高いために、国内でも天然氷の製造が始まり、中川嘉兵衛の製氷会社が、函館・五稜郭で採取した氷が横浜まで輸送・販売された。